# Microchromis
Microchromis is een geslacht van straalvinnige vissen uit de familie van de cichliden (Cichlidae).

## Soorten
- Microchromis aurifrons Tawil, 2011
- Microchromis zebroides Johnson, 1975